# Liste der Gerichte des Landes Mecklenburg-Vorpommern
Die Liste der Gerichte des Landes Mecklenburg-Vorpommern dient der Aufnahme der Gerichte des Landes Mecklenburg-Vorpommern.
|                             | Obere Landesgerichte                                            | Untere Landesgerichte |
| Verfassungsgerichtsbarkeit  | Landesverfassungsgericht Mecklenburg-Vorpommern (in Greifswald) | |
| Ordentliche Gerichtsbarkeit | Oberlandesgericht Rostock                                       | Landgericht Neubrandenburg \| Amtsgerichte Neubrandenburg mit Zweigstelle Demmin \| Pasewalk mit Zweigstelle Anklam \| Waren (Müritz) mit Zweigstelle Neustrelitz |
| Ordentliche Gerichtsbarkeit | Oberlandesgericht Rostock                                       | Landgericht Rostock \| Amtsgerichte Güstrow \| Rostock |
| Ordentliche Gerichtsbarkeit | Oberlandesgericht Rostock                                       | Landgericht Schwerin \| Amtsgerichte Ludwigslust mit Zweigstelle Parchim \| Schwerin \| Wismar mit Zweigstelle Grevesmühlen                                       |
| Ordentliche Gerichtsbarkeit | Oberlandesgericht Rostock                                       | Landgericht Stralsund \| Amtsgerichte Greifswald \| Stralsund mit Zweigstelle Bergen auf Rügen                                                                    |
| Arbeitsgerichtsbarkeit      | Landesarbeitsgericht Mecklenburg-Vorpommern (in Rostock)        | Arbeitsgerichte Rostock \| Schwerin \| Stralsund mit auswärtiger Kammer Neubrandenburg                                                                            |
| Finanzgerichtsbarkeit       | Finanzgericht Mecklenburg-Vorpommern (in Greifswald)            | |
| Sozialgerichtsbarkeit       | Landessozialgericht Mecklenburg-Vorpommern (in Neustrelitz)     | Sozialgerichte Neubrandenburg \| Rostock \| Schwerin \| Stralsund                                                                                                 |
| Verwaltungsgerichtsbarkeit  | Oberverwaltungsgericht Mecklenburg-Vorpommern (in Greifswald)   | Verwaltungsgerichte Greifswald \| Schwerin |